# حسینعلی مهرانپور
حسینعلی مهرانپور بازیکن و مدیر فنی سابق تیم ملی والیبال مردان ایران، مربی و کارشناس فعلی والیبال اهل ایران است. او سابقه مربی گری در تیم پیکان را نیز در کارنامه خود دارد و توانست پیکان را در سال ۱۳۷۶ و ۱۳۷۷ به قهرمانی لیگ برتر برساند. او همچنین مدتی سرمربی تیم ملی جوانان بود و توانست قهرمانی آسیا را با این تیم به ارمغان آورد.